# Thiote
Thiote är en ort i Haiti.   Den ligger i departementet Sud-Est, i den sydöstra delen av landet, 60 km sydost om huvudstaden Port-au-Prince. Thiote ligger 893 meter över havet och antalet invånare är 2 461.
Terrängen runt Thiote är kuperad söderut, men norrut är den bergig. Runt Thiote är det glesbefolkat, med 19 invånare per kvadratkilometer. Närmaste större samhälle är Fond Verrettes, 16,8 km norr om Thiote. Omgivningarna runt Thiote är en mosaik av jordbruksmark och naturlig växtlighet.